# David Eady
Pour les articles homonymes, voir Eady.
David Eady, né le 22 avril 1924 à Londres et mort le 5 avril 2009 à Saintes, est un réalisateur britannique.

## Filmographie partielle
- 1957 : The Heart Within
- 1959 : In the Wake of a Stranger
- 1960 : Faces in the Dark
- 1966 : Operation Third Form
- 1972 : Anoop and the Elephant
- 1975 : The Hostages
- 1976 : Echo of Badlands
- 1978 : Play Safe (court-métrage)
- 1980 : Danger on Dartmoor